# Carpiodes velifer
Carpiodes velifer е вид лъчеперка от семейство Catostomidae. Видът не е застрашен от изчезване.

## Разпространение и местообитание
Разпространен е в САЩ.
Обитава пясъчните дъна на сладководни басейни, заливи, реки и потоци в райони с умерен климат.

## Описание
На дължина достигат до 50 cm.
Продължителността им на живот е около 11 години. Популацията на вида е стабилна.